# 草の葉
『草の葉』（くさのは、Leaves of Grass）はウォルト・ホイットマンの代表作。
脚韻 (rhyme) も律格 (meter) もなく、行連 (stanza) はばらばらで、当時のヨーロッパにもない新形式の自由詩の詩集だった。
1855年の初版以後、ホイットマンは生涯にわたり、改訂増補を続けた。

## 出版史
以下は、"The Walt Whitman Archive"を主な資料とした。
第4版以後は、第何版という呼び方に混乱があるため、発行年であらわした。

### 初版・1855年
- 95ページ。ブルックリンで出版。
- 植字工・印刷工でもあった彼が、自分でも活字をひろって印刷した。
- 口絵は労働者風のホイットマンの肖像。
- タイトルページに著者名はない。中扉の裏面にホイットマンの名で著作権を表示。
- 序文と12の詩からなる。しかし序文の題も、詩の題もない。
- 巻頭詩である、pp.13-56の長詩は、1881年になって "Song of Myself（英語版）" と命名された。  これは1346行の、生涯で最長詩でもある。
- 約800部を自費出版。定価の2ドルを75セントまで値下げしたという[1]。
- アメリカ本国には200部弱が現存している。

### 第2版・1856年
- 20詩を追加し計32詩。384p.    やはり自費出版。
- 個々の詩に通し番号と題をつけた。
- 新しい詩として、「大道の歌（英語版）」「ブルックリンの渡しを渡る（英語版）」 など。

### 第3版・1860年
- 146詩を追加し計178詩。  456p．
- ボストンで、 セイヤー＆エルドリッジ出版社が出版。
- 比較的短い詩は、テーマ別の「詩群」にまとめ 、番号をつけた。
- 「アダムの子供たち」「カラマス（英語版）」の詩群は最終版まで続いた。
- 売れはじめ、書評も30以上出た。とくに「アダムの子供たち」の肉体描写で賛否両論。

### 1867年版
- 1861-1865年に南北戦争。
- 1865年、ホイットマンは53+18詩からなる新詩集『軍鼓の響き（英語版）』を出版。「開拓者よ、おお開拓者よ（英語版）」「先頃ライラックが前庭に咲いたとき（英語版）」などを含む。
- 1867年版『草の葉』は、巻頭に「銘詩」を置いた。この詩は次の版から 「『自分自身』をわたしは歌う（英語版）」 となった。
- 詩群「アダムの子供たち」や「カラマス」の中の詩に詩題をつけた。
- 『軍鼓の響き』を1868年版『草の葉』の付録に加えた。
- 1868年にはマイケル・ロセッティ（英語版）がロンドン版を出版。

### 1871年版
- 「軍鼓の響き」「別れの歌」の詩群を作成。
- 1871年に74詩からなる新詩集『インドへ渡ろう（英語版）』を刊行。これは1872年に『草の葉』に追加された。

### 1876年版
- 「独立100年祭記念版」ともいう。
- タイトルページに下記の題詩をつけた。

```
さあ、とわたしの「魂」が言った、
わたしの「からだ」のためにこんなふうな歌を書こう．．（後略）  
酒本雅之
訳
[
2
]
```

### 1881年版
- 293詩。382p.
- 詩の順序や詩群名がほぼ完成した。
- 最長詩「ぼく自身の歌」(Song of Myself) の題が確定。
- 「渡り鳥」「藻塩草（英語版）」「路傍にて」「リンカン大統領の追憶」「秋の小川」「天上の死のささやき」「真昼から星ふる夜まで」の詩群ができた。
- 「わいせつな内容」のためボストンでは発禁、フィラデルフィアで出版。
- 発禁事件が宣伝になったのか、フィラデルフィアで6000部以上売れた。

### 1888年版
- 1881年版に、「古希の砂粒」詩群58篇を追加。

### 1892年版
- この年ホイットマンが死去。それで「臨終版」(Death-Bed Edition)とも呼ばれ、決定版と見なされる。
- 383詩。438p.
- 1881年版に、その後発表した「古希の砂粒」詩群58篇、「さようならわたしの空想」詩群31篇を追加。

### 1897年版
- 没後刊行版。1892年版に、生前未発表の「老いの繰りごと」詩群13篇を加えた。
- 岩波文庫版『草の葉』（酒本雅之訳、上中下）[2]はこの版に基づく。

## 詩の例

### 自己を歌う ／Song of Myself（英語版）
```
私は自己を披露し、自己を歌う
而して、私の衣はまたあなたの衣であるだろう、
何故といって、私に属する凡ての原子は、等しくあなたにも属するのだから。

さまよいがてらに私は私の魂を誘ひ出す、
夏草の穂を眺めながら、欲するがままに私はよりかかり、又はさまよい歩く。
                   
有島武郎
訳（残り1340行は略）
```

### 大道の歌 ／Song of the Open Road（英語版）
```
脚にまかせ、心も軽く、私は大道を闊歩する。
健全に、自由に、世界を眼の前に据えて、
私の前の黒褐の一路は、欲するがままに私を遠く導いてゆく。
   
これから私は幸運を求めない - 私が幸運そのものだ。
これからもう私はくよくよしない、躊はない、又何者をも要しない。
剛健に飽満して、私は大道を旅してゆく。
                   
有島武郎
訳（残り218行は略）
```

### 開拓者よ！おお、開拓者よ！ ／Pionners! O Pionners!（英語版）
```
さあ、俺の黒く陽にやけた子供たちよ、
整然と、しっかりついておいで、お前たちの得物を用意しろよ、
ピストルはもったか、鋭い刃のついた斧はもったか。
開拓者よ！おお、開拓者よ！

俺たちはここで手間どってはおれないのだ、
俺の愛する人々よ、俺たちは前進せねばならない、俺たちは危険の矢面に立ち向わねばならないのだ、
俺たちは若くて元気な人間だ。ほかの人々はみんな俺たちを当てにしている。
開拓者よ！おお、開拓者よ！
                   
長沼重隆
訳
[
1
]
（残り96行は略）
```

## 評価
最初にこれを評価したのはエマーソンである。
ホイットマンは1855年7月の初版をエマーソンに寄贈。7月中にエマーソンから返事が来た。
彼は「私はこれをアメリカがこれまで生んだ、機知と智慧からなる最も常ならぬ作品と認めます。」
と賞賛した。
ホイットマンはこの手紙を第2版に載せ宣伝した。

## 国会図書館デジタルコレクション
- 高山樗牛『時代管見』博文館 1899  pp.308-328にいくつかの詩を断片的に翻訳紹介。
- 三浦関造訳『生と自然：森林文学』春秋社 1915  pp.128-165が「大道の歌」の翻訳。
- 百田宗治 『最初の一人：詩集』短檠社 1915  pp.63-68に  4作を翻訳。
- 有島武郎著作集 第4輯 新潮社 1918  pp.35-67が「草の葉」について。数篇の翻訳と評論。
- 有島武郎訳『ホヰツトマン詩集 第1輯』叢文閣 1921
- 有島武郎訳『ホヰツトマン詩集 第2輯』叢文閣 1921
  - 有島武郎訳は、1946年岩波文庫版 選訳（重版で2005年に復刊）、1947年富岳本社版 本編・本編第2  、1948年アメリカ古典文学叢書版 共和出版社 で再刊された。
- 松山敏訳 『ホイットマン詩集 世界名詩選4』文英堂 1925